# Wiśniowo Ełckie (gromada)
Wiśniowo Ełckie – dawna gromada, czyli najmniejsza jednostka podziału terytorialnego Polskiej Rzeczypospolitej Ludowej w latach 1954–1972.
Gromady, z gromadzkimi radami narodowymi (GRN) jako organami władzy najniższego stopnia na wsi, funkcjonowały od reformy reorganizującej administrację wiejską przeprowadzonej jesienią 1954 do momentu ich zniesienia z dniem 1 stycznia 1973, tym samym wypierając organizację gminną w latach 1954–1972.
Gromadę Wiśniowo Ełckie z siedzibą GRN w Wiśniowie Ełckim utworzono – jako jedną z 8759 gromad – w powiecie ełckim w woj. białostockim, na mocy uchwały nr 13/V WRN w Białymstoku z dnia 4 października 1954. W skład jednostki weszły obszary dotychczasowych gromad Cisy, Długosze, Kopijki, Krzywe, Laski Małe i Wiśniowo Ełckie ze zniesionej gminy Wiśniowo Ełckie oraz obszar dotychczasowej gromady Dąbrowskie ze zniesionej gminy Prostki w tymże powiecie. Dla gromady ustalono 19 członków gromadzkiej rady narodowej.
1 stycznia 1972 do gromady Wiśniowo Ełckie przyłączono wsie Giże, Kałęczyny i Żelazki ze znoszonej gromady Kałęczyny.
Gromada przetrwała do końca 1972 roku, czyli do kolejnej reformy gminnej. Z dniem 1 stycznia 1973 roku reaktywowano gminę Wiśniowo Ełckie.